# Władysław Husejko
Władysław Husejko (ur. 24 października 1952 w Lubiatowie, zm. 19 września 2012 w Koszalinie) – polski samorządowiec i inżynier, wiceprezydent Koszalina, wicewojewoda koszaliński i zachodniopomorski, od 2008 do 2010 marszałek województwa zachodniopomorskiego.

## Życiorys
Syn Józefa i Rozalii. Był absolwentem Politechniki Koszalińskiej. W 1978 ukończył studia na Wydziale Mechanicznym, a w 2007 na Wydziale Ekonomii i Zarządzania. Pracował na Politechnice Koszalińskiej jako kierownik Ośrodka Elektronicznej Techniki Obliczeniowej (do 1990) oraz jako zastępca dyrektora Parku Naukowo-Technologicznego (w latach 2002–2006). W latach 1990–1998 pełnił funkcję wiceprezydenta Koszalina. W rządzie Jerzego Buzka objął stanowisko wicewojewody koszalińskiego. Był radnym Koszalina w latach 1994–1998 oraz 2002–2006. W 1998 zdobył mandat radnego sejmiku zachodniopomorskiego, który wkrótce po wyborach samorządowych złożył w związku z objęciem stanowiska wicewojewody zachodniopomorskiego. W wyborach parlamentarnych w 2001 bezskutecznie kandydował do Sejmu z pierwszego miejsca listy Unii Wolności w okręgu koszalińskim.
W wyborach samorządowych w 2006 został wybrany do sejmiku zachodniopomorskiego, następnie w dniu 18 grudnia 2006 powołany na stanowisko wicemarszałka województwa. Po rezygnacji Norberta Obryckiego w dniu 22 kwietnia 2008 sejmik wybrał go na stanowisko marszałka województwa.
Należał do Kongresu Liberalno-Demokratycznego i Unii Wolności. Od 2005 był związany z Platformą Obywatelską. W 2010 uzyskał mandat radnego Koszalina. 7 grudnia 2010 zakończył urzędowanie jako marszałek województwa, został natomiast przewodniczącym koszalińskiej rady miasta.
Pochowany na cmentarzu komunalnym w Koszalinie.

## Odznaczenia i wyróżnienia
- Krzyż Kawalerski Orderu Odrodzenia Polski (2010)[7]
- Srebrny Krzyż Zasługi (2003)[8]
- Złoty Medal za Zasługi dla Policji (2010)[9]
- Złota Odznaka Honorowa Gryfa Zachodniopomorskiego (2012)[10]